# Cynanthus forficatus
Cynanthus forficatus é uma espécie de ave da família Trochilidae (beija-flores).
Apenas pode ser encontrada no México.
Os seus habitats naturais são: florestas secas tropicais ou subtropicais, florestas subtropicais ou tropicais húmidas de baixa altitude, e matagal húmido tropical ou subtropical.
Esta espécie está ameaçada por perda de habitat.